# 汉族民系
漢族民系指的根據語言、文化以及地域特徵而劃分的漢族支派（支系），除了汉族外，世界上其他民族內部也有不同支系，中國大陸以「民系」一詞稱之，台灣及歐美學者則使用「族群」一詞。

## 概念起源
在20世紀以前，對漢族內部差異性的研究極少。直到1930年，客家學者羅香林意識到，像漢族這樣人口眾多的民族，會因為時代和環境的變遷而逐漸分化，形成有部分差異的亞文化群體。在《客家研究導論》中，為了描述這種亞文化群體，羅香林創造了「民系」這個概念。在該書中，羅香林指出：「『民系』一詞，是我個人新造出來用以解釋民族裡頭種種支派的。」按照羅香林的定義，民系就是某一個民族下面的支系，漢族民系指的就是漢族下面的分支（支系）。
民系的區分最主要的是由不同語言/方言、生活方式和心理素質所形成的特徵來反映。這個詞彙為中國大陸學者創造，境外甚少使用，多僅僅以族群來稱呼之。21世紀以後，在海外人類學家的影響下，中國大陸的客家學者開始更多地使用「族群」、「社區」這些社會人類學概念來代替「民系」這個詞。

## 分類

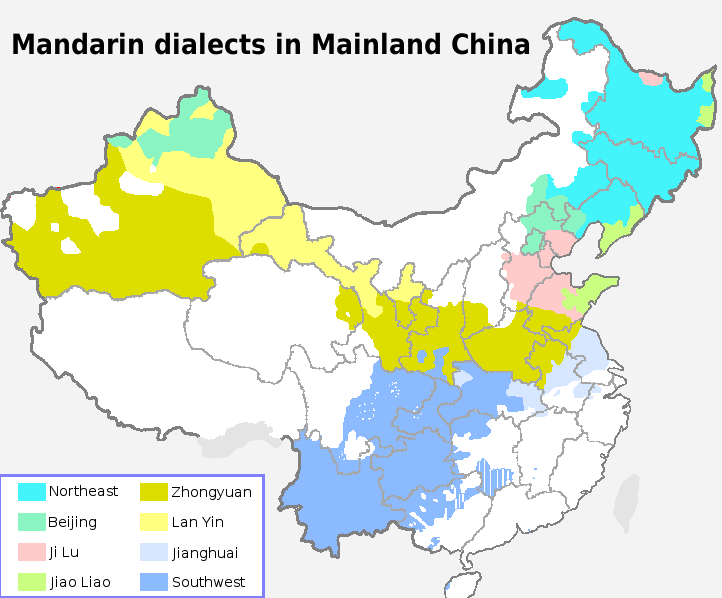
漢語官話八大分支在中國大陸的分布

中國大陸與台灣主要的漢語變體

漢族民系的劃分並不統一，目前存在多種的劃分方法。
按漢語方言來分類，漢族可以分為七大民系：官話民系、吳越民系、閩海民系、廣府民系、湖湘民系、江右民系、客家民系。
| #  | 漢族支系名稱 | 子群體                                                                                               | 主要分布地區                                                                                         | 人口          |
| -- | ------------ | --- | --- | ------------- |
| 1  | 官話民系     | 東北人、巴蜀人 、江淮民系                                                                            | 河南、山東、東北地區、四川、陝西、湖北、湖南西北、江蘇中北部、安徽中北部、雲南以及甘肅東部、青海東部 | 944,000,000   |
| 2  | 晋绥民系     | | 山西省、内蒙古中西部、河北省西部及西北部、河南省黄河以北地区西部、陕西省北部、北京延庆               | 63,000,000    |
| 3  | 吳越民系     | 上海人、寧波人、溫州人、沙上人                                                                       | 浙江、江蘇南部、上海、安徽南部、江西北部、福建北部                                                   | 90,000,000    |
| 4  | 廣府民系     | 四邑民系、围头人                                                                                     | 廣東、廣西、海南、香港、澳門、歐美地區、東南亞地區                                                   | 66,000,000    |
| 5  | 閩海民系     | 福州民系、興化民系、閩南民系、龙岩民系、閩北民系、台湾闽南人、潮汕民系、海陆丰人、海南民系、雷州民系 | 福建、浙江南部、廣東、廣西、江西、海南、香港、台灣、日本、歐美地區、東南亞地區                       | 61,100,000    |
| 6  | 客家民系     | 𠊎人、水源话族群                                                                                     | 廣東、福建、江西、廣西、四川、湖南、海南、台灣、東南亞地區                                           | 47,000,000    |
| 7  | 湖湘民系     | 不適用                                                                                               | 湖南、湖北、廣東、廣西北部                                                                           | 38,000,000    |
| 8  | 江右民系     | 不適用                                                                                               | 江西、湖南東部、福建西部                                                                             | 22,000,000    |
| 9  | 徽州民系     | 不適用                                                                                               | 徽州                                                                                                 | 4,600,000     |
| 10 | 蜑家人       | 福州蜑民、香港疍家人、澳门疍家人、九姓渔民                                                           | 廣東、廣西、福建、海南                                                                               | 5,000,000     |
| 11 | 屯堡人       | 不適用                                                                                               | 貴州安順                                                                                             | 300,000       |
| #  | 漢族民系     | | 中國                                                                                                 | 1,378,500,000 |

### 北方民系
- 母語人口：921,200,000 [9]

北方民系是以官話為母語的漢族使用者的統稱，官話是漢語中使用者最多的語言，由於大陸政府、台灣政府和新加坡政府推行漢語普通話（又曰國語、華語）的推行，傳統意義上的非官話區今日也可通行普通話，但港澳多講粵語，而海外華人社群還有其他漢語方言使用者（如閩南語、客家話、溫州話）。21世紀后，去歐美的大陸移民日益增多，使得普通話在華人聚集區逐漸流行起來。
有觀點認為漢族北方民系内部又可分為以下支系：

#### 中原民系
中原民系是中原官話的漢族使用者，是永樂年間洪洞大槐樹移民的後代。中原民系以河南為中心，分布於山東西南部、蘇北、皖北、晉南、陝西（北部除外）及河北（中南部），還包括甘肅東部、青海東部。

#### 東北民系
東北民系是東北官話的漢族使用者，是內地漢族移民的後代，比如來自膠東半島的漢族移民主要聚居在遼東半島，東北民系分布於遼寧、吉林、黑龍江三省以及内蒙古的东四盟，具有兼容并蓄的東北文化。

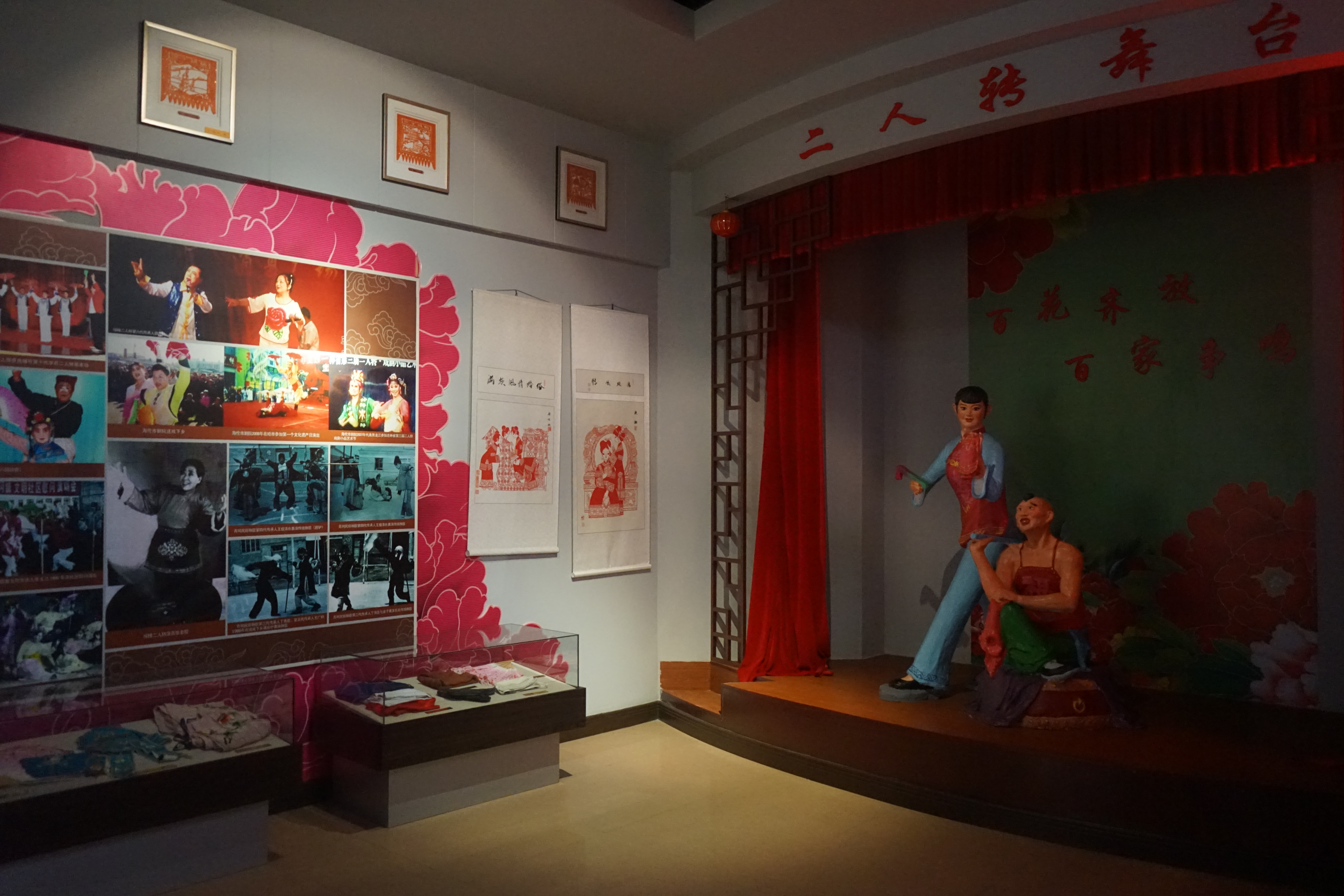
东北的二人转

#### 江淮民系
江淮民系是淮語的漢族使用者，分布於從長江到淮河間的江淮平原。語言分別以南京話和揚州話為代表。

#### 巴蜀民系
巴蜀民系是巫山以西的西南官話漢族使用者，以重慶（巴）與四川（蜀）為中心，延伸至陝南及貴州，並在雲南境內形成雲南民系，西南官話桂柳片通行於廣西桂林、柳州一帶，西南官話湖廣片也與江淮官話黃孝片（受官話影響的贛語）同為湖廣民系（荊楚民系，巫山以東的西南官話區）的母語。

### 吳越民系
- 母語人口：81,700,000[9]

吳越民系是吳語的漢族使用者，分布於長江下游盆地，包含浙江（越）大部、江蘇（吳）與安徽南部（長江以南）、福建北端以及江西東北部，因此又稱江東民系。1964年後，吳越人也有部分遷移到貴州、四川、重慶與新疆。香港及台灣也有零星使用者。
江南的吳越人多使用吳語太湖片，以上海話、蘇州話與寧波話為代表。往南有使用甌江片的溫州人（甌人），往北有銜接江淮的宣州片使用者。吳越地區的少數方言族群是使用浙南閩語的閩南人、使用蠻講的蠻人以及使用徽語的徽州人。

### 嶺南民系
- 母語人口：84,900,000[9]

嶺南民系，又稱粵民系，是粵語的漢族使用者，分布於珠江流域，包含廣東西半部、廣西東部以及港澳。粵語以廣府話為代表，分布順珠江而上，廣西梧州的邕潯粵語就與廣府話相當接近，反而與四邑民系的四邑粵語（Taishanese）有所差距。海南的邁話 （Mai）使用者與儋州話使用者亦屬於粵民系。
東南亞越南、新加坡、馬來西亞、印尼（較少）等國皆有粵人社群，北美及紐澳也有許多粵人移民，特別是四邑民系的移民。因此粵語不只通行於珠江三角洲，也活躍全球，並未被普通話取代。

### 閩海民系
- 母語人口：60,000,000[11]

閩海民系是閩語的漢族使用者，以福建、海南為中心，散布於廣東潮汕與浙江南部等南方地區。
閩海民系内部有諸多不同的分支，比如以福建省首府福州市為中心的福州民系，以莆田市為中心的興化民系，分布於內陸的閩北民系等。
閩海諸民系中，人口數量最為龐大的是使用閩語閩南片泉漳小片的閩南民系，以漳州市和泉州市為中心，其中移居至廣東東部的閩南人發展為使用潮語的潮汕民系，在雷州半島的發展為使用雷語的雷州民系，在海南島的發展為使用瓊語的海南民系。浙江蒼南的浙南閩語使用人群也是閩南移民的一支。東南亞的新加坡、馬來西亞、印尼及菲律賓等國也有興盛的閩、潮、瓊語社群，閩南人亦為台灣的主要漢族民系之一。

### 湖湘民系
- 母語人口：36,015,000[11]

湖湘人是湘語的漢族使用者，主要分布於湖南湘江流域，在湖北、江西、四川等地也有零星分布。分布區域內的少數族群為湘南土話的使用者。

### 客家民系
- 母語人口：34,000,000[11]

客家人是客家語的漢族使用者，分布於廣東、福建、江西邊界，也是東南亞最大的華人族群之一。客家民系在台灣也佔有很大的人口比例。

### 江右民系
- 母語人口：20,580,000[11]

江右民系是贛語的漢族使用者，以江西為中心，在福建、湖北、湖南與安徽南部也有分布。在陝西、四川、浙江、海南、廣東、福建亦有少數贛語人口。

### 其他支系
蜑家、高山漢、臨高人、屯堡人、廣西平話人口亦是漢族民系分支。

## 相關族群
回族（東干人、秦霍人、潘泰人）、开封犹太人、新加坡歐亞族、香港歐亞混血兒、澳門土生葡人等族群並非漢族，但族群形成有漢族人口參與。